# روي أوليفيرا
روي أوليفيرا (بالبرتغالية: Rui Oliveira‏) هو دراج برتغالي، ولد في 5 سبتمبر 1996 في فيلا نوا دغايا في البرتغال.

## وصلات خارجية
- روي أوليفيرا على موقع الاتحاد الدولي للدراجات (الإنجليزية)
- روي أوليفيرا على موقع أرشيف الدراجات (الإنجليزية)
- روي أوليفيرا على موقع إحصائيات الدراجات الإحترافية (الإنجليزية)
- روي أوليفيرا على موقع نسبة الدراجات (الإنجليزية)
- روي أوليفيرا على موقع CycleBase (الإنجليزية)